# Begonia unilateralia
Begonia unilateralia là một loài thực vật có hoa trong họ Thu hải đường. Loài này được Rusby mô tả khoa học đầu tiên năm 1934.